# Acanthodactylus taghitensis
Acanthodactylus taghitensis este o specie de șopârle din genul Acanthodactylus, familia Lacertidae, ordinul Squamata, descrisă de Geniez și Foucart 1995. Conform Catalogue of Life specia Acanthodactylus taghitensis nu are subspecii cunoscute.